# Cyril Tenison White
Pour les articles homonymes, voir Tenison et White.
Cyril Tenison White (né le 17 août 1890 à Brisbane – mort le 15 août 1950 à Brisbane) était un botaniste australien.

## Source
(en) Dictionnaire australien de biographies en ligne